# New Breed (ECW)
A New Breed foi um grupo ("stable") de luta profissional da divisão ECW na World Wrestling Entertainment (WWE) em 2007. Era, inicialmente, composta por Elijah Burke, Marcus Cor Von, Matt Striker, Kevin Thorn e Ariel. CM Punk uniu-se ao grupo em janeiro de 2007.
O grupo foi criado para manter uma rivalidade com lutadores originais da Extreme Championship Wrestling (ECW) na década de 90. WWE reviveu a ECW como uma terceira divisão em 2006, contratando diversos lutadores da ECW – os ECW Originals – para competir na divisão. No início de 2007, a New Breed foi criada por Vince McMahon, classificando Burke e Cor Von como a epítome da nova ECW, insultando os ECW Originals. Striker, Thorn e Ariel uniram-se ao grupo na semana seguinte.
A New Breed começou instantaneamente uma rivalidade com os ECW Originals. Eles se enfrentaram diversas vezes durante o ano, incluindo um combate no WrestleMania 23. Após isso, ambas as facções tentaram recrutar CM Punk, que decidiu unir-se a New Breed. Duas semanas depois, ele traiu Burke durante uma luta. Thorn e Arial deixaram o grupo logo depois. A New Breed continuou a rivalidade com os Originals e Punk, e com Major Brothers. Em junho de 2007, o grupo havia se separado.

## Conceito
World Wrestling Entertainment (WWE) adquiriu a Extreme Championship Wrestling (ECW) e sua videoteca em 2003, reintroduzindo a ECW ao lançar DVDs e livros. Com a popularidade da ECW, a WWE organizou o pay-per-view ECW One Night Stand, em 2005 e um segundo One Night Stand no ano seguinte. Em maio de 2006, WWE lançou a ECW como uma divisão como Raw e SmackDown!, com seu próprio programa televisivo no canal Sci Fi. A WWE contratou, para isso, diversos lutadores da ECW original, incluindo Sabu, The Sandman e Balls Mahoney. Outros lutadores já contratados pela WWE e que participaram da ECW original, como Rob Van Dam e Tommy Dreamer, foram transferidos para a ECW.
O termo "new breed" ("nova raça") foi originalmente usado como divulgação da nova ECW. No início de 2007, o termo passou a ser usado para distinguir a nova facção que havia se formado na nova ECW, que consistia de exclusivamente de lutadores que não haviam lutado na ECW original. O grupo se estabeleceu como vilanesco e começou uma rivalidade com os ECW Originals – lutadores que fizeram parte da ECW original.

## História

### Formação
Em 30 de janeiro de 2007, Vince McMahon, presidente da WWE, apareceu na ECW on Sci Fi. Em diversos vídeos promocionais, ele mostrou desdenho pelos lutadores que lutaram originalmente na ECW - os  ECW Originals. Simultaneamente, McMahon mostrou-se orgulhoso dos novos lutadores, elogiando Marcus Cor Von e Elijah Burke, levando o último ao ringue para chamá-lo de "epítome da nova ECW." Como resultado, Tommy Dreamer, Balls Mahoney, Sabu e The Sandman interromperam e atacaram Burke. Na semana seguinte, McMahon reapareceu na ECW, insultando Dreamer, Mahoney, Sabu, The Sandman e Rob Van Dam, antes de informá-los que eles seriam demitidos caso interferissem em qualquer luta daquela noite. Matt Striker e Kevin Thorn, com sua valet Ariel, aliaram-se a Burke e Cor Von como "New Breed." Striker foi nomeado árbitro da luta entre Thorn e Dreamer naquela noite, recusando-se a dar a vitória à Dreamer. Burke derrotou Vam Dam mais tarde e os membros da New Breed atacaram Van Dam até serem afugentados pelos ECW Originals. A rivalidade continuou em março e abril, com as facções se enfrentando em diversos tipos de lutas.
No início de março, Dreamer desafiou New Breed para uma luta no WrestleMania 23. Na semana seguinte, Dreamer venceu uma battle royal que incluía membros dos Originals e da New Breed. Nas semanas anteriores ao WrestleMania, as facções continuaram a se enfrentar, com Van Dam derrotou Burke na ECW de 27 de março. No WrestleMania, a New Breed foi derrotada pelos ECW Originals, mas saíram vitoriosos de uma revanche Extreme Rules na ECW on Sci Fi seguinte.

### Recrutando CM Punk

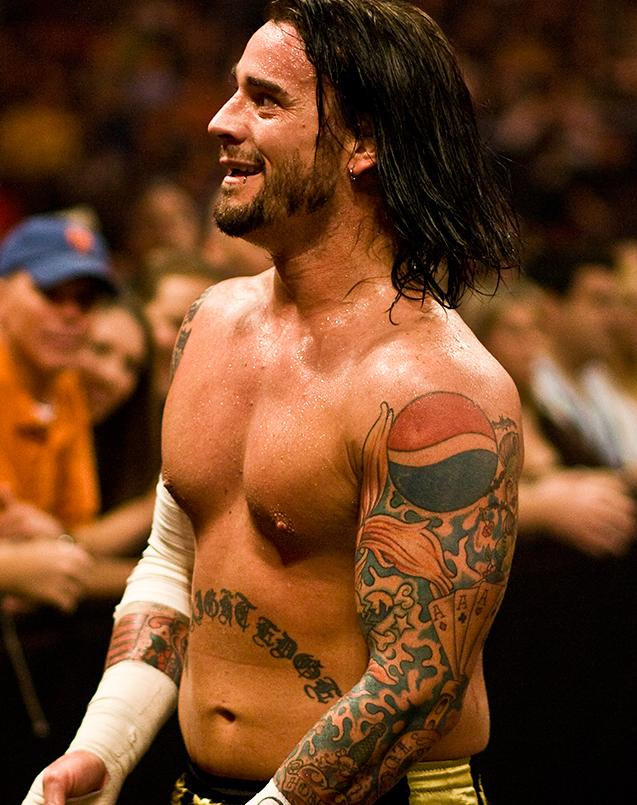
CM Punk foi disputado pela New Breed e pelos ECW Originals.

Antes do WrestleMania, a New Breed e os ECW Originals tentaram recrutar CM Punk para seus respectivos grupos. Na ECW de 3 de abril, Punk afirmou que não estava nem com a New Breed e nem contra ela. Na semana seguinte, Punk uniu-se a New Breed, apertando a mão de Burke no ringue. Na semana seguinte, sua presença imediatamente criou tensão no grupo, com ele zombando de Cor Von e Thorn por serem derrotados e questionando a liderança de Burke. Mais tarde, Burke enfrentou Van Dam em uma luta individual. Punk tentou interferir, jogando uma cadeira no ringue. Van Dam usou a cadeira para bater em Burke. Após a luta, Punk desculpou-se com Burke. Na semana seguinte, Punk desculpe-se novamente, mas foi proibido por Burke de participar de uma luta de eliminação entre os Originals e a New Breed. Em retaliação, Punk atacou Burke, fazendo com que a New Breed perdesse o combate.
Na semana seguinte, na ECW de 1 de maio, Burke anunciou uma luta entre Punk e Thorn, com o último sendo derrotado. Após a luta, Thorn abandonou a New Breed, já que nenhum dos membros tentou interferir em seu favor. Na mesma noite, Striker e Cor Von foram derrotados pelos estreantes Major Brothers (Brian e Brett). Striker recebeu o pinfall e, por isso, Burke o culpou pela derrota. Na semana seguinte, Cor Von derrotou Punk após interferência de Burke, e Burke derrotou Brian Major. Punk vingou-se no Judgment Day, derrotando Burke. Na ECW seguinte, Striker derrotou Brett Major, enquanto Burke e Cor Von foram derrotados por Van Dam e Punk por desqualificação após Cor Von atacar Punk ilegalmente. Após isso, Van Dam começou uma rivalidade com Randy Orton, e Punk uniu-se a Dreamer e The Sandman, substituindo Sabu, que havia deixado a WWE no início de maio. No One Night Stand, Burke, Cor Von e Striker foram derrotados por Punk, Dreamer e The Sandman em uma luta de mesas.

### Dissolução
Na metade de 2007, a New Breed como um grupo foi encerrada. Cor Von e Burke mantiveram-se aliados até o meio de junho. Cor Von foi demitido em setembro. Burke manteve-se como parte da ECW e teve lutas pelo Campeonato Mundial da ECW em diversas ocasiões. Ele foi demitido em novembro de 2008.
Ariel foi demitida em 18 de maio, logo após ela e Thorn deixarem a New Breed. Thorn manteve-se na ECW por vários meses, mas foi mandado para o território de desenvolvimento da WWE no início de 2008. Ele foi demitido no início de 2009. Após sua demissão, ele criticou as histórias nas quais o grupo se envolveu, especialmente o fato de que o grupo foi usado para promover CM Punk, afirmando que "poderia ter sido feito de outro modo." Ele também afirmou que o grupo poderia ter feito muito mais, tendo em vista a mistura dos lutadores envolvidos.
Em 2025, apenas Striker e CM Punk ainda são contratados pela WWE. Após a dissolução da New Breed, Striker tornou-se manager de Big Daddy V até 2008. Em agosto de 2008, Striker tornou-se comentarista da ECW, sendo, depois, transferido para o SmackDown em outubro de 2009. Após deixar o SmackDown em fevereiro de 2011, ele continuou a trabalhar como comentarista no WWE Superstars. CM Punk conquistou o Campeonato da ECW em setembro de 2007 e, após deixar a ECW em 2008, conquistaria três vezes o Campeonato Mundial dos Pesos-Pesados, e duas vezes Campeão da WWE.